# Greatest Hits 1987-1999
Greatest Hits 1987-1999  kompilacijski je album australske pjevačice Kylie Minogue iz 2003. godine. Album je bio jeftino izdanje izdano samo u Australiji, u istom mjesecu kad je izdan Minoguein deveti studijski album Body Language. Popis pjesama čini proširenje njenog kompilacijskog albuma iz 1992. godine Greatest Hits, dodani su singlovi koje je objavila pod diskografskom kućom Deconstruction Records (1994-1999). Pridruženi DVD  (nazvan "Greatest Hits 87-98") sadrži svaki Minoguein spot objavljen pod diskografskim kućama PWL i Deconstruction Records (njen jedini takav DVD).  
Iako je album izdan samo u Australiji, na njemu su spotovi Ujedinjenog Kraljevstva od pjesama "The Loco-Motion" i "Word is Out".

## CD popis pjesama
Disk 1
1. "The Loco-Motion"
2. "I Should Be So Lucky"
3. "Got to Be Certain"
4. "Je Ne Sais Pas Pourquoi"
5. "Especially for You"
6. "Turn It into Love"
7. "Made in Heaven"
8. "It's No Secret"
9. "Hand on Your Heart"
10. "Wouldn't Change a Thing"
11. "Never Too Late"
12. "Tears on My Pillow"
13. "Better the Devil You Know"
14. "Step Back in Time"
15. "What Do I Have to Do?" (7" Remix)
16. "Shocked" (DNA 7" Mix)

Disk 2
1. "Word Is Out" (Summer Breeze 7" Mix)
2. "If You Were with Me Now"
3. "Give Me Just a Little More Time"
4. "Finer Feelings" (BIR 7" Mix)
5. "What Kind Of Fool (Heard All That Before)"
6. "Celebration"
7. "Confide in Me" (Master Mix)
8. "Put Yourself In My Place"
9. "Where Is the Feeling?" (BIR 7" Mix)
10. "Where the Wild Roses Grow"
11. "Some Kind of Bliss"
12. "Did It Again"
13. "Breathe" (Radio Edit)
14. "Cowboy Style" (Radio Edit)
15. "Dancing Queen" (7" Edit)
16. "Tears"
17. "The Real Thing"

## DVD popis pjesama
1. "The Loco-Motion"
2. "I Should Be So Lucky"
3. "Got to Be Certain"
4. "Je Ne Sais Pas Pourquoi"
5. "Especially for You"
6. "It's No Secret"
7. "Made in Heaven"
8. "Hand on Your Heart"
9. "Wouldn't Change a Thing"
10. "Never Too Late"
11. "Tears on My Pillow"
12. "Better the Devil You Know"
13. "Step Back in Time"
14. "What Do I Have to Do?"
15. "Shocked"
16. "Word Is Out"
17. "If You Were with Me Now"
18. "Give Me Just a Little More Time"
19. "Finer Feelings"
20. "What Kind Of Fool (Heard All That Before)"
21. "Celebration"
22. "Confide in Me"
23. "Put Yourself In My Place"
24. "Where Is the Feeling?" (Edit Version)
25. "Where the Wild Roses Grow"
26. "Some Kind of Bliss"
27. "Did It Again"
28. "Breathe"
29. "Cowboy Style"